# Edil Rosenqvist
Edil Rosenqvist (n. 11 decembrie 1892, Inkoo, Marele Principat al Finlandei, Imperiul Rus – d. 14 septembrie 1973, Helsingfors, Finlanda) a fost un luptător ce a reprezentat Finlanda, medaliat olimpic. A participat la 2 ediții ale Jocurilor Olimpice (1920, 1924) în care a câștigat două medalii de argint.